# Claude-Michel Schönberg
Claude-Michel Schönberg (Vannes, 6 juli 1944) is een Franse zanger, componist van musicals en theaterproducent.
Hij werd in 1944 geboren uit Hongaarse ouders. Hij begon zijn carrière als zanger, tekstschrijver en producent van populaire liedjes. In 1973 schreef hij de muziek van zijn eerste musical "La Révolution Française". Daarna volgden "Les Misérables" (1980, Engelse versie in 1985), "Miss Saigon" (1989), "Martin Guerre" (1995) en "The Pirate Queen" (2006).
Hij was eveneens de muzikale supervisor voor alle producties van "Les Misérables" en "Miss Saigon" wereldwijd, en co-produceerde verscheidene internationale cast albums.
In 2001 componeerde Schönberg zijn eerste ballet, Wuthering Heights, dat in september 2002 gecreëerd werd door het Northern Ballet Theatre. 
In 2003 huwde Claude-Michel Schönberg met de Britse ballerina Charlotte Talbot. Hij heeft één zoon en twee dochters.
Medio jaren 1970 stond Schönberg in de hitlijsten met "Le premier pas" en "Les enfants de mes enfants".

## Media
1. ↑  Selectie uit het Musical Miss Saigon door "Nishigoushi-minami Elementary school Symphonic Band". Gearchiveerd op 30 mei 2023.

- Biblioteca Nacional de España: XX1029699
- Bibliothèque nationale de France: cb138995309 (data)
- CiNii: DA13021036
- Gemeinsame Normdatei: 119387565
- International Standard Name Identifier: 0000 0000 6301 5841
- Library of Congress Control Number: n86860408
- Nationale Bibliotheek van Letland: 000058248
- MusicBrainz: e605aaba-e920-456a-9c8a-0836c46d4764
- Bibliotheek van het Japanse parlement: 001111515
- Nationale Bibliotheek van Tsjechië: ola2003193771
- Nationale Bibliotheek van Israël: 987007429754405171
- Nederlandse Thesaurus van Auteursnamen: 073084751
- SNAC: w6dj5mbw
- Système universitaire de documentation: 198112858
- Virtual International Authority File: 17408863
- WorldCat: E39PBJfGV8CxHwvPQwGwpRJMT3